# Jókai-kert Természetvédelmi Terület
A Jókai-kert Budapesten, a Svábhegyen található természetvédelmi terület.

## Története
Jókai Mór 1853-ban, 28 évesen az Egy magyar nábob és a Kárpáthy Zoltán regények honoráriumából vásárolta Schweitzer hegedűgyárostól 2200 forintért az akkor kőbányának használt 2 holdas földet, ahonnan pazar kilátás nyílt a Gellérthegyre, a Dunára és a városra. Hárs-, juhar-, vadgesztenye-, és diófákat ültetett, hogy felfogják az északi szelet. Teraszosan alakította ki a kertet, feltöltötte termőfölddel, gyümölcsfákat és szőlőt telepített, konyhakertet létesített, rózsákat nemesített. Ide vonult el pihenni és írni a város zajától, falusias környezetbe.
Az író halála után a területet elhanyagolták, a Jókai-villát rossz állapota miatt lebontották, de a présház megmaradt. 1975 óta országos jelentőségű természetvédelmi terület, 2007 óta pedig védett történeti kert.

## Leírása
A kertben lévő épületek adnak otthont a Duna–Ipoly Nemzeti Park Igazgatóság irodáinak, a Keve András Madártani és Természetvédelmi Szakkönyvtárnak, a Magyar Madártani és Természetvédelmi Egyesület irodáinak, és a présházban a Petőfi Irodalmi Múzeum kezelésében lévő Jókai-emlékszobának. Itt láthatók az író személyes tárgyai. Az eredeti villa anyagából építették a Jókai-emlékszoba terméskő falát.
1968-tól az igazgatósági épület földszintjén volt található az emlékszoba, ???tól a felújított présház földszintjén.
A parkban áll Róna József Anakreón-szobra, melynek arcát Jókairól mintázta. Mellette áll egy az íróéhoz hasonló oroszlános kőpad.
Számos madárfajt figyelhetünk itt meg, ásványtani kiállítást láthatunk az egyik ösvényen. Az általa ültetett fák közül is jó néhány őrzi még emlékét a parkban.
A kert egyéni látogatók számára – bizonyos építési munkákra hivatkozva – nem látogatható!

## Képek

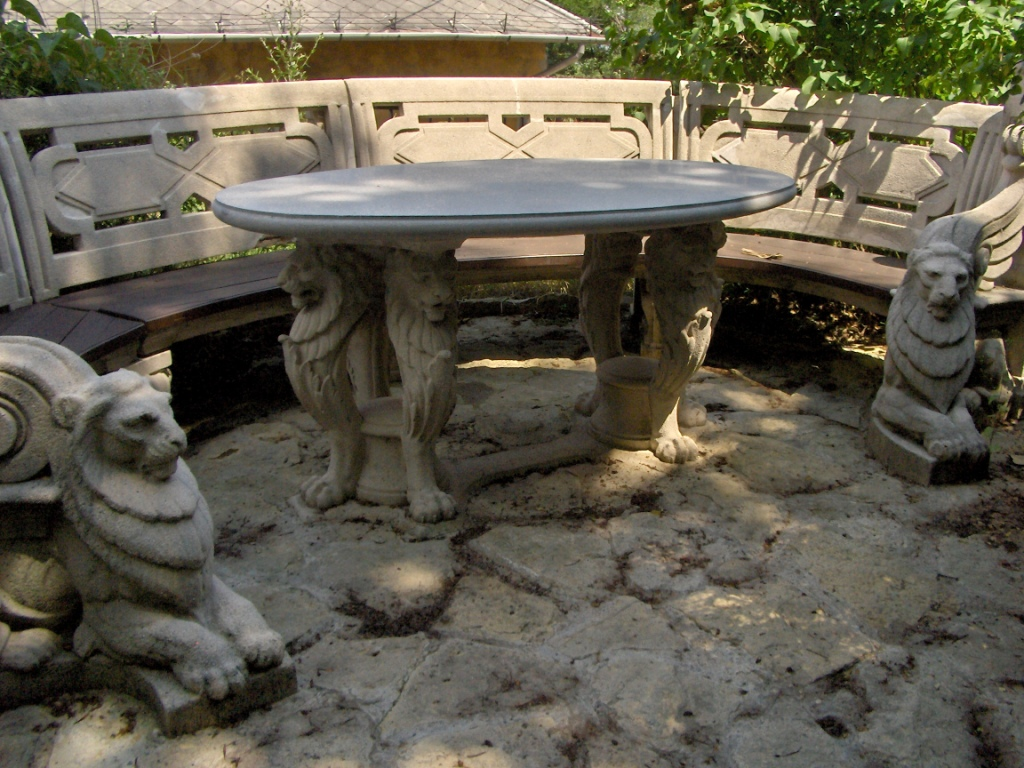
Jókai kedvenc padja
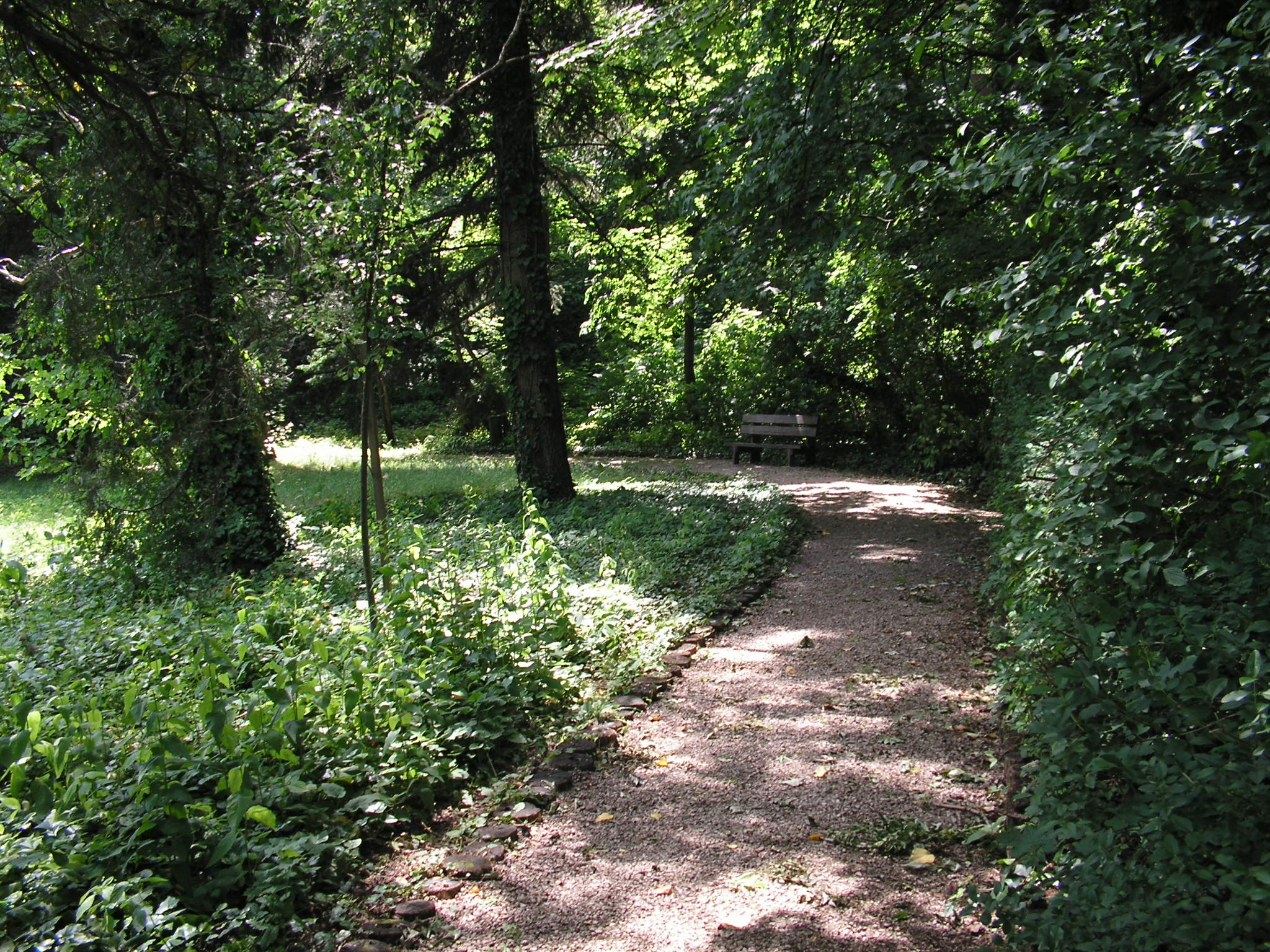
A kert egyik sétánya
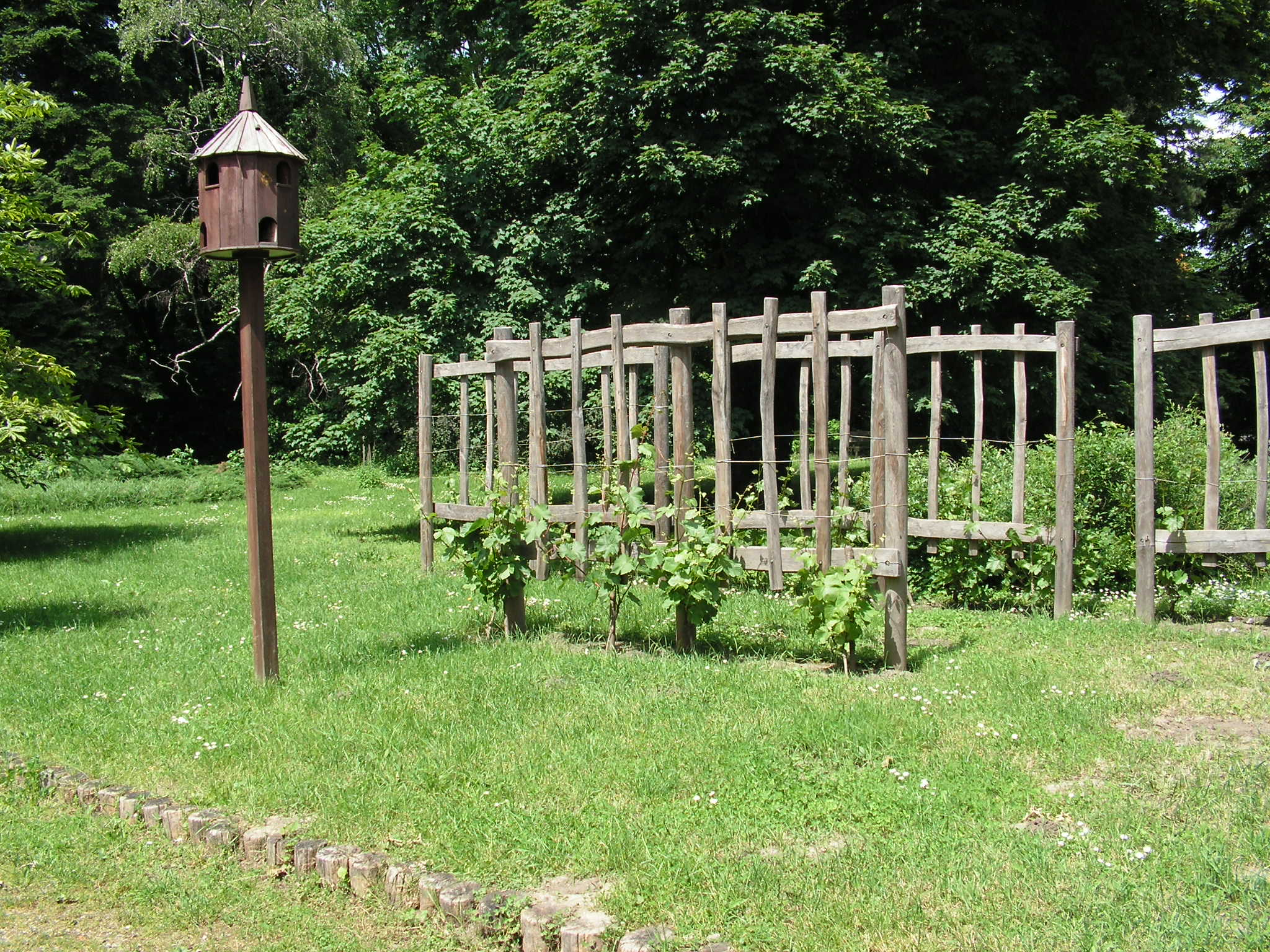
A kert részlete
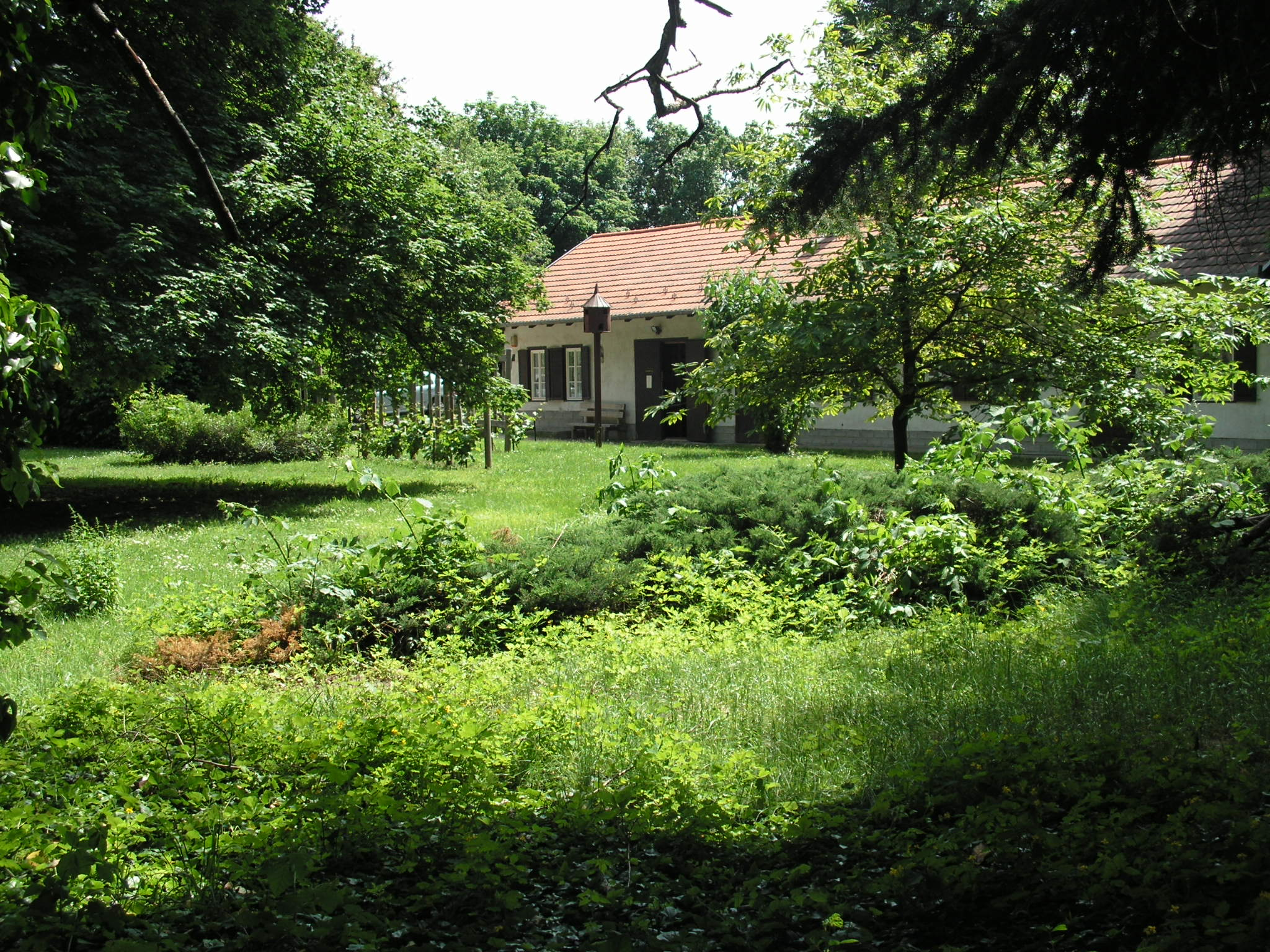
A présház messziről
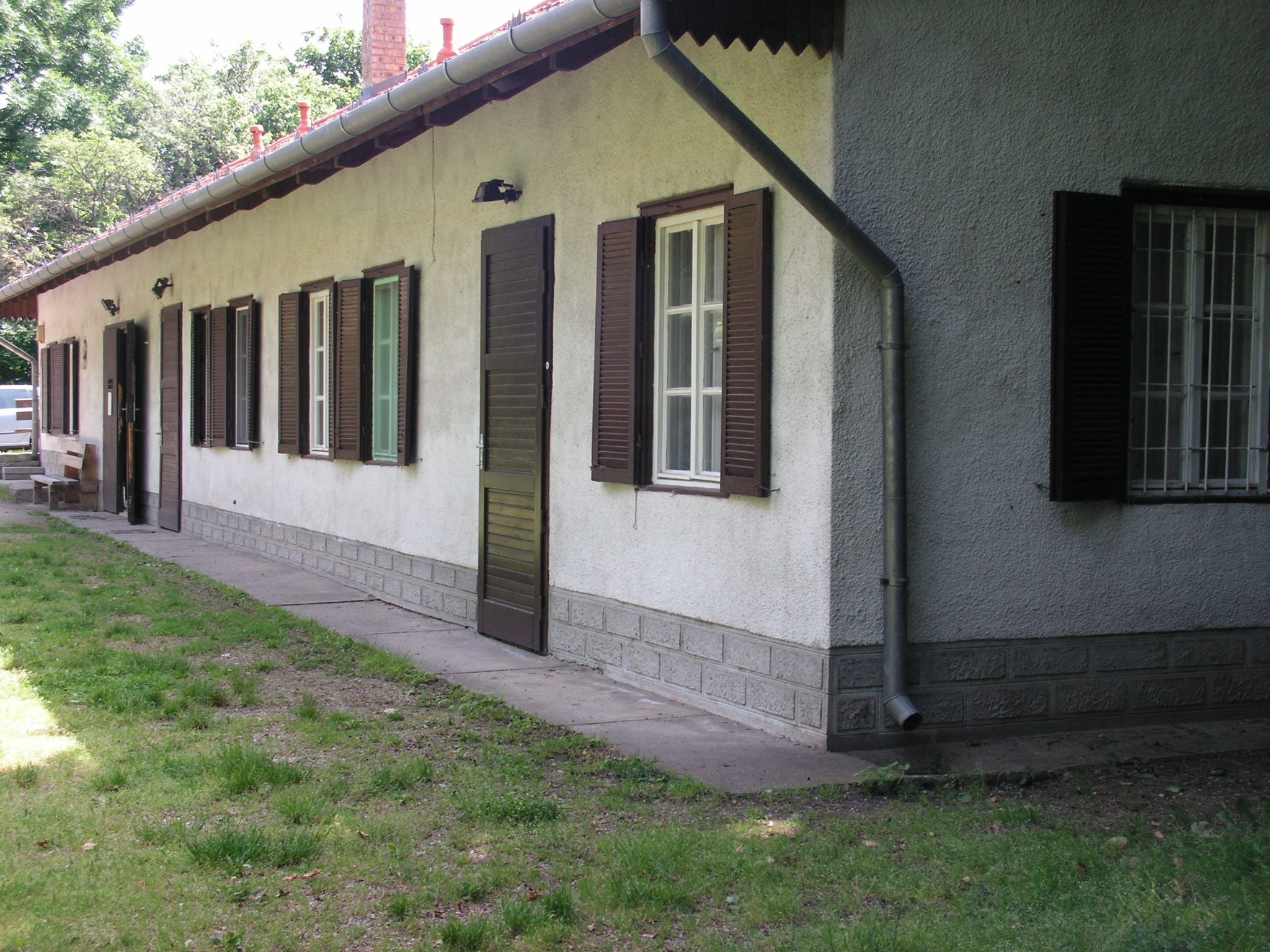
A présház
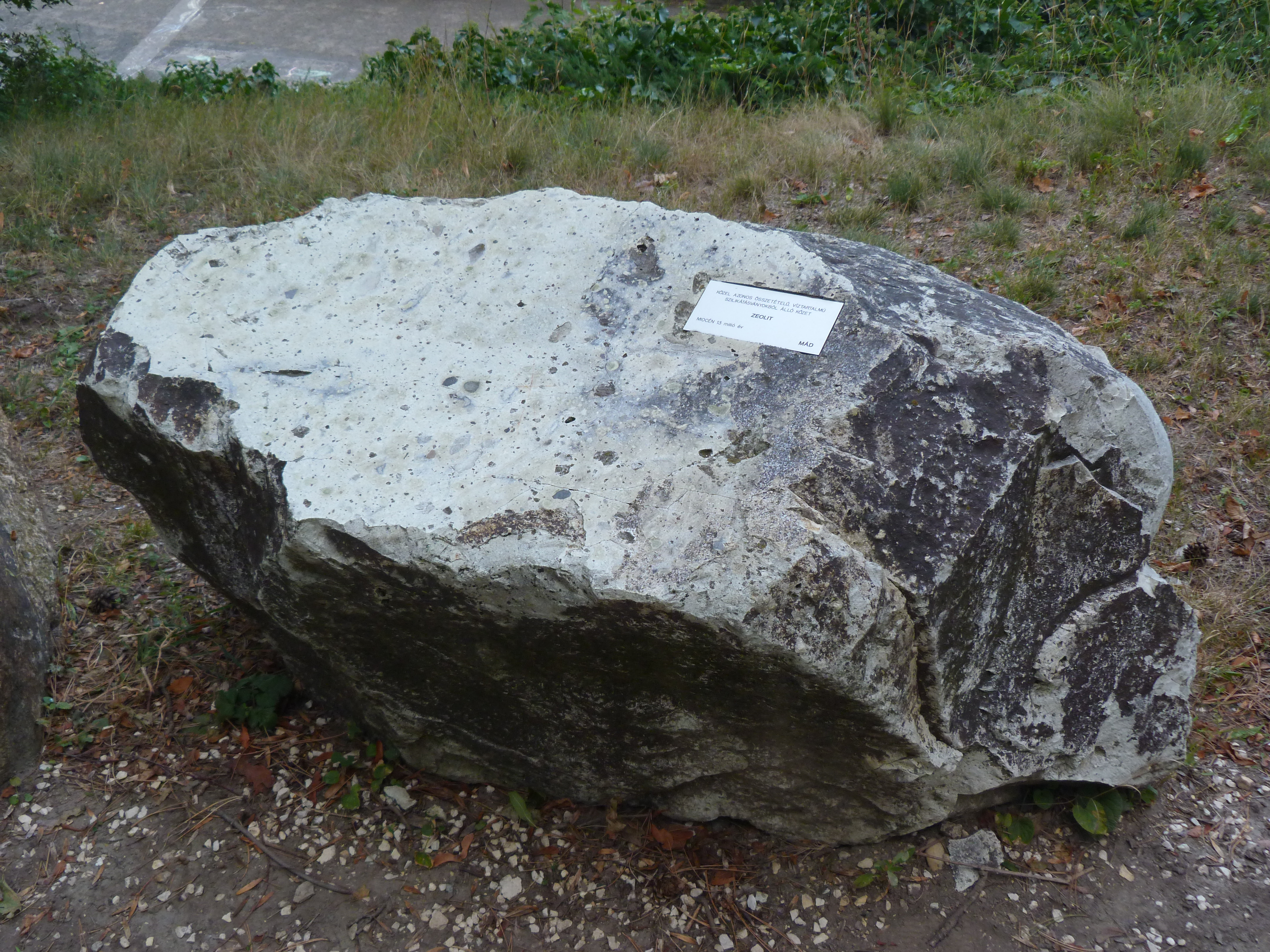